# Fritz Glarner
Fritz Glarner (* 20. Juli 1899 in Zürich, Schweiz; † 18. September 1972 in Locarno) war ein schweizerisch-amerikanischer Maler.

## Leben
Glarner wurde als Sohn eines Mühlenkonstrukteurs in Zürich geboren. Er verbrachte seine Kindheit und Jugend in Neapel und Frankreich. Mit seiner künstlerischen Ausbildung begann Glarner im Jahr 1914, mit einem Studium der Malerei am „Regio Istituto di Belle Arti“ in Neapel. Er war selbst ab 1917 in Sarno als Zeichenlehrer tätig. Im Jahr 1923 zog er nach Paris und setzte seine künstlerische Ausbildung an der Académie Colarossi von 1924 bis 1926 fort. Glarner begann in Paris Verbindungen zu den Vertretern der künstlerischen Avantgarde aufzubauen.
1928 heiratete er die Amerikanerin Louise Wonsky Powell und unternahm mit ihr von 1930 bis 1931 eine Studienreise in die USA, wo er erste Kontakte mit Sammlern und Künstlern, insbesondere mit Piet Mondrian und anderen Vertretern der De-Stijl-Gruppe knüpfte. Piet Mondrian hat Glarners künstlerisches Schaffen sehr beeinflusst. 1933 trat Glarner in Paris der Gruppe Abstraction-Création bei. Er stellte mehrfach zusammen mit anderen Künstlern dieser Gruppe aus. Im Jahr 1935 wohnte Glarner noch einmal für eine kurze Zeit in Zürich. Im Jahr 1936 emigrierte er mit seiner Frau nach New York und wurde 1944 US-amerikanischer Staatsbürger.
Glarner gehörte zu den führenden Vertretern des Abstrakten Expressionismus und wird zu den sogenannten Zürcher Konkreten gezählt. Die künstlerischen Wurzeln dieser Bewegung liegen, neben den Beziehungen zu De Stijl in den Prinzipien des Bauhauses, an dem mehrere Künstler studiert hatten. Auch Max Bill zählte zu den „Zürcher Konkreten“, und Glarner hielt trotz seiner Emigration nach Amerika noch intensiven Kontakt mit ihm. Andere Zürcher Konkrete waren zum Beispiel Richard Paul Lohse, Verena Loewensberg und Camille Graeser.
Im Jahr 1936 nahm Glarner an der Ausstellung Zeitprobleme in der Schweizer Malerei und Plastik im Kunsthaus Zürich teil. Im Jahr 1937 trat er der Künstlervereinigung allianz bei. In den USA musste Glarner dennoch anfangs seinen Lebensunterhalt mit Porträtfotografie verdienen. Seine Malerei übte er parallel aus. Er war von 1938 bis 1944 Mitglied der „AAA“ (American Abstract Artists). Mit Piet Mondrian pflegte er einen intensiven Gedankenaustausch.
In den 1940er Jahren fand Glarner zu seiner eigenen speziellen „konstruktiv-konkreten“ Bildsprache. Er nannte diese Bildkonzeption „Relational Painting“.
Im Jahr 1957 zog er mit Wohnung und Atelier nach Huntington auf Long Island. In New York hatte er auch grossflächige Wandbilder gefertigt, zum Beispiel 1958 in der Lobby des Time-&-Life-Buildings und 1961 in der Dag-Hammarskjöld-Bibliothek im UNO-Hauptquartier und 1963–64 das Speisezimmer („Rockefeller Dining Room“) von Nelson Rockefellers New Yorker Stadt-Appartement. Seine Malerei war nun international bekannt. Glarner war 1955 Teilnehmer der documenta 1 in Kassel und vertrat 1964 und 1968 offiziell die Schweiz bei der Biennale von Venedig.
Nach einem schweren Unfall im Jahr 1966, während der Rückreise nach Amerika auf dem Schiff, konnte er seine Malerei kaum noch ausüben. Fünf Jahre später, im Jahr 1971 kehrte Glarner mit seiner Frau zurück in die Schweiz. Er starb ein Jahr später am 18. September 1972 in Locarno.

## Ausstellungen
- 1936 Zeitprobleme in der Schweizer Malerei und Plastik im Kunsthaus Zürich
- 1955 documenta 1 in Kassel
- 1964/68 Biennale von Venedig
- Original Rockefeller Dining Room, Dauerleihgabe der Paul Büchi-Stiftung Frauenfeld, im Haus Konstruktiv, EWZ-Unterwerk Selnau, Selnaustr. 25, 8001 Zürich